# Töpchin
Töpchin è una frazione della città tedesca di Mittenwalde, nel Land del Brandeburgo.

## Storia
Nel 2003 il comune di Töpchin venne soppresso e aggregato alla città di Mittenwalde.